# Campi Bisenzio
Campi Bisenzio es una localidad y municipio italiano de la ciudad metropolitana de Florencia, en la región de la Toscana, con 46.248 habitantes. En sus alrededores se encontró una ciudad etrusca; parte de los restos se exhiben ahora en el Museo Arqueológico Gonfienti. Esta localidad cuenta también actualmente con el centro comercial más grande de toda la región Toscana, I Gigli (cuyo nombre en italiano significa "los lirios", en alusión a la flor que representa a la ciudad de Florencia en sus símbolos). 

Ubicación del municipio de Campi Bisenzio dentro de la ciudad metropolitana de Florencia.

## Evolución demográfica
| Gráfica de evolución demográfica de Campi Bisenzio entre 1861 y 2001 |
|                                                                      |
| Fuente ISTAT - Elaboración gráfica por parte de Wikipedia            |

## Hermanamientos
- Bir Lehlu, Sáhara Occidental
- Coatbridge, Reino Unido
- Orly, Francia
- Tipitapa, Nicaragua